# Championnat d'Allemagne de rugby à XV 2011-2012
Navigation
1. Bundesliga 2010-2011 1. Bundesliga 2012-2013
Le championnat d'Allemagne de rugby à XV 2011-2012 ou 1. Bundesliga 2011-2012 est une compétition de rugby à XV qui oppose les dix meilleurs clubs allemands. La compétition commence le 27 août 2011 et se termine par une finale le 5 mai 2012.
La compétition est remportée par le Heidelberger RK qui bat le TV Pforzheim en finale sur le score de 20 à 16.

## Liste des équipes en compétition
| Berlin RC RK 03 Berlin Francfort Handschuhsheim Hanovre RG Heidelberg Heidelberger RK Heusenstamm Neuenheim Pforzheim |

| Équipe             | Stade                                    | Capacité | Ville          |
| ------------------ | ---------------------------------------- | -------- | -------------- |
| Berlin RC          |                                          |          | Berlin         |
| RK 03 Berlin       | Stadion Buschallee                       |          | Berlin         |
| SC 1880 Frankfurt  | Sportanlage Feldgerichtstraße            |          | Francfort      |
| TSV Handschuhsheim |                                          |          | Handschuhsheim |
| DSV 78 Hanovre     |                                          |          | Hanovre        |
| RG Heidelberg      | Fritz-Grunebaum-Sportpark                | 3 500    | Heidelberg     |
| Heidelberger RK    | Sportgelände an der Speyererstraße       | 1 500    | Heidelberg     |
| RK Heusenstamm     |                                          |          | Heusenstamm    |
| SC Neuenheim       | Museumsplatz an der Tiergartenstraße     | 3 000    | Neuenheim      |
| TV Pforzheim       | Bohrain Sportplatz ou Mäurach Sportplatz |          | Pforzheim      |

## Résumé des résultats

### Classement de la phase régulière
| Rang | Club                | J  | V  | N | D  | Bo | Bd | Pm   | Pe  | Diff | Pts |
| ---- | ------------------- | -- | -- | - | -- | -- | -- | ---- | --- | ---- | --- |
| 1    | Heidelberger RK (T) | 18 | 17 | 0 | 1  | 16 | 1  | 1100 | 209 | +891 | 85  |
| 2    | SC 1880 Frankfurt   | 18 | 15 | 0 | 3  | 13 | 1  | 837  | 275 | +562 | 74  |
| 3    | TV Pforzheim (P)    | 18 | 15 | 1 | 2  | 11 | 1  | 834  | 348 | +486 | 74  |
| 4    | SC Neuenheim        | 18 | 11 | 0 | 7  | 8  | 2  | 469  | 390 | +79  | 54  |
| 5    | TSV Handschuhsheim  | 18 | 8  | 1 | 9  | 10 | 4  | 511  | 593 | -82  | 48  |
| 6    | RG Heidelberg       | 18 | 7  | 1 | 10 | 2  | 1  | 327  | 507 | -180 | 32¹ |
| 7    | DSV 78 Hanovre      | 18 | 5  | 1 | 12 | 4  | 2  | 278  | 629 | -351 | 28  |
| 8    | RK 03 Berlin        | 18 | 5  | 0 | 13 | 7  | 0  | 372  | 898 | -526 | 27  |
| 9    | Berlin RC           | 18 | 2  | 0 | 16 | 3  | 7  | 321  | 653 | -332 | 17¹ |
| 10   | RK Heusenstamm      | 18 | 3  | 0 | 15 | 2  | 2  | 283  | 830 | -547 | 16  |

¹Le Berlin RC et le RG Heidelberg ont perdu un point.
|  | Qualifiés pour la phase finale (no 1, no 2, no 3, no 4) |
|  | T : tenant du titre 2011 • P : promu 2011               |

Attribution des points : victoire sur tapis vert : 5, victoire : 4, match nul : 2, défaite : 0, forfait : -2 ; plus les bonus (offensif : 4 essais marqués ; défensif : défaite par 7 points d'écart ou moins).
Règles de classement : ?

### Phase finale
Les quatre premiers de la phase régulière sont qualifiés pour les demi-finales. L'équipe classée première affronte à domicile celle classée quatrième alors que la seconde reçoit la troisième.
|  | Demi-finales              | Demi-finales              |                 |    | Finale                                              | Finale                                              |
|  | Demi-finales              | Demi-finales              |                 |    | Finale                                              | Finale                                              |
|  |                           |                           |                 |    |                                                     |                                                     |
|  | 28 avril 2012 à 18h00 CET | 28 avril 2012 à 18h00 CET |                 |    | 5 mai 2012 au Fritz-Grunebaum-Sportpark, Heidelberg | 5 mai 2012 au Fritz-Grunebaum-Sportpark, Heidelberg |
|  | 28 avril 2012 à 18h00 CET | 28 avril 2012 à 18h00 CET |                 |    | 5 mai 2012 au Fritz-Grunebaum-Sportpark, Heidelberg | 5 mai 2012 au Fritz-Grunebaum-Sportpark, Heidelberg |
|  | [1] Heidelberger RK       | 71                        |                 |    | 5 mai 2012 au Fritz-Grunebaum-Sportpark, Heidelberg | 5 mai 2012 au Fritz-Grunebaum-Sportpark, Heidelberg |
|  | [1] Heidelberger RK       | 71                        |                 |    | 5 mai 2012 au Fritz-Grunebaum-Sportpark, Heidelberg | 5 mai 2012 au Fritz-Grunebaum-Sportpark, Heidelberg |
|  | [4] SC Neuenheim          | 21                        |                 |    | 5 mai 2012 au Fritz-Grunebaum-Sportpark, Heidelberg | 5 mai 2012 au Fritz-Grunebaum-Sportpark, Heidelberg |
|  | [4] SC Neuenheim          | 21                        | Heidelberger RK | 20 |                                                     |                                                     |
|  | 28 avril 2012 à 14h00 CET |                           | Heidelberger RK | 20 |                                                     |                                                     |
|  |                           | TV Pforzheim              | 16              |    |                                                     |                                                     |
|  | [2] SC 1880 Frankfurt     | TV Pforzheim              | 16              | 25 |                                                     |                                                     |
|  | [2] SC 1880 Frankfurt     |                           |                 | 25 |                                                     |                                                     |
|  | [3] TV Pforzheim          | 46                        |                 |    |                                                     |                                                     |
|  | [3] TV Pforzheim          | 46                        |                 |    |                                                     |                                                     |

## Résultats détaillés

### Phase régulière
L'équipe qui reçoit est indiquée dans la colonne de gauche.
| Clubs             | BER   | RKB    | FRA   | TSV    | HAN   | RGH   | HRK   | HEU   | NEU   | PFO   |
| ----------------- | ----- | ------ | ----- | ------ | ----- | ----- | ----- | ----- | ----- | ----- |
| Berlin RC         |       | 51-36  | 15-27 | 8-11   | 34-39 | 10-16 | 0-75  | 40-25 | 8-33  | 13-78 |
| RK 03 Berlin      | 28-21 |        | 17-60 | 26-44  | 24-11 | 50-0  | 14-64 | 39-19 | 24-41 | 7-60  |
| SC Frankfurt 1880 | 30-15 | 120-0  |       | 38-14  | 71-12 | 48-23 | 26-39 | 82-0  | 30-0  | 49-7  |
| TSV               | 36-17 | 47-17  | 19-36 |        | 27-11 | 20-22 | 10-58 | 45-3  | 26-29 | 27-34 |
| DSV 78 Hanovre    | 22-16 | 33-0   | 12-59 | 34-34  |       | 23-11 | 7-41  | 13-12 | 17-22 | 11-41 |
| RG Heidelberg     | 20-13 | 21-7   | 14-37 | 10-32  | 31-0  |       | 26-46 | 10-26 | 21-24 | 27-27 |
| Heildelberger RK  | 50-0  | 109-7  | 22-19 | 147-12 | 102-0 | 45-5  |       | 99-0  | 34-3  | 24-17 |
| RK Heusenstamm    | 46-43 | 22-38  | 24-64 | 15-46  | 11-10 | 17-33 | 5-88  |       | 31-38 | 12-72 |
| SC Neuenheim      | 27-10 | 71-14  | 15-24 | 26-22  | 33-15 | 15-16 | 32-33 | 29-8  |       | 11-20 |
| TV Pforzheim      | 54-7  | 104-24 | 27-17 | 62-39  | 60-8  | 67-21 | 26-24 | 41-7  | 37-20 |       |

|  | Victoire à domicile |  | Match nul |  | Défaite à domicile |

### Phase finale

#### Demi-finales
| 28 avril 2012 18h00 CET | Heidelberger RK | 71 – 21 | SC Neuenheim | Sportgelände an der Speyererstraße, Heidelberg |
| 28 avril 2012 18h00 CET |                 |         |              | Sportgelände an der Speyererstraße, Heidelberg |
| 28 avril 2012 18h00 CET |                 |         |              | Sportgelände an der Speyererstraße, Heidelberg |

| 28 avril 2012 14h00 CET | SC 1880 Frankfurt | 25 – 46 | TV Pforzheim | Sportanlage Feldgerichtstraße, Francfort |
| 28 avril 2012 14h00 CET |                   |         |              | Sportanlage Feldgerichtstraße, Francfort |
| 28 avril 2012 14h00 CET |                   |         |              | Sportanlage Feldgerichtstraße, Francfort |

#### Finale
| 5 mai 2012 16 h 00 CET | Heidelberger RK | 20 – 16 (10 – 3) | TV Pforzheim | Fritz-Grunebaum-Sportpark, Heidelberg |
| 5 mai 2012 16 h 00 CET | Essai(s) : Steffen Liebig (23e), Caine Elisara (52e) Transformation(s) : Luke Muggeridge (23e, 52e) Pénalité(s) : Luke Muggeridge (30e, 59e) |                  | Essai(s) : Brad Shaw (58e) Transformation(s) : Jeremy Te Huia (58e) Pénalité(s) : Jeremy Te Huia (35e, 45e, 64e) | Fritz-Grunebaum-Sportpark, Heidelberg |
| 5 mai 2012 16 h 00 CET | |                  | | Fritz-Grunebaum-Sportpark, Heidelberg |